# Le Bastion 18 : au-delà de la souffrance physique
Pour plus de détails, voir Fiche technique et Distribution.
Le Bastion 18 : au-delà de la souffrance physique est un documentaire historique algérien de 35 minutes, réalisé et écrit par le journaliste Zoheir Bendimerad en 2017 et diffusé sur Canal Algérie. Le documentaire aborde les DOP français, centres de torture implantés en Algérie durant la guerre.

## Synopsis
Le documentaire se concentre sur les DOP (Dispositif opérationnel de protection) qui ont été créés par l'armée française après la bataille d'Alger. Ces centres de torture étaient disséminés à travers l'Algérie, et le Bastion 18 était l'un d'entre eux, situé dans la ville de Tlemcen à l'ouest du pays. 
Le témoignage poignant d'Abdesslam Tabet Aoul, qui a survécu à la torture infligée par les militaires français en 1959, est au cœur de ce documentaire. Avec une grande émotion, il raconte la torture qu'il a subie ainsi que celle infligée à ses camarades de cellule.